# Fersenhöcker

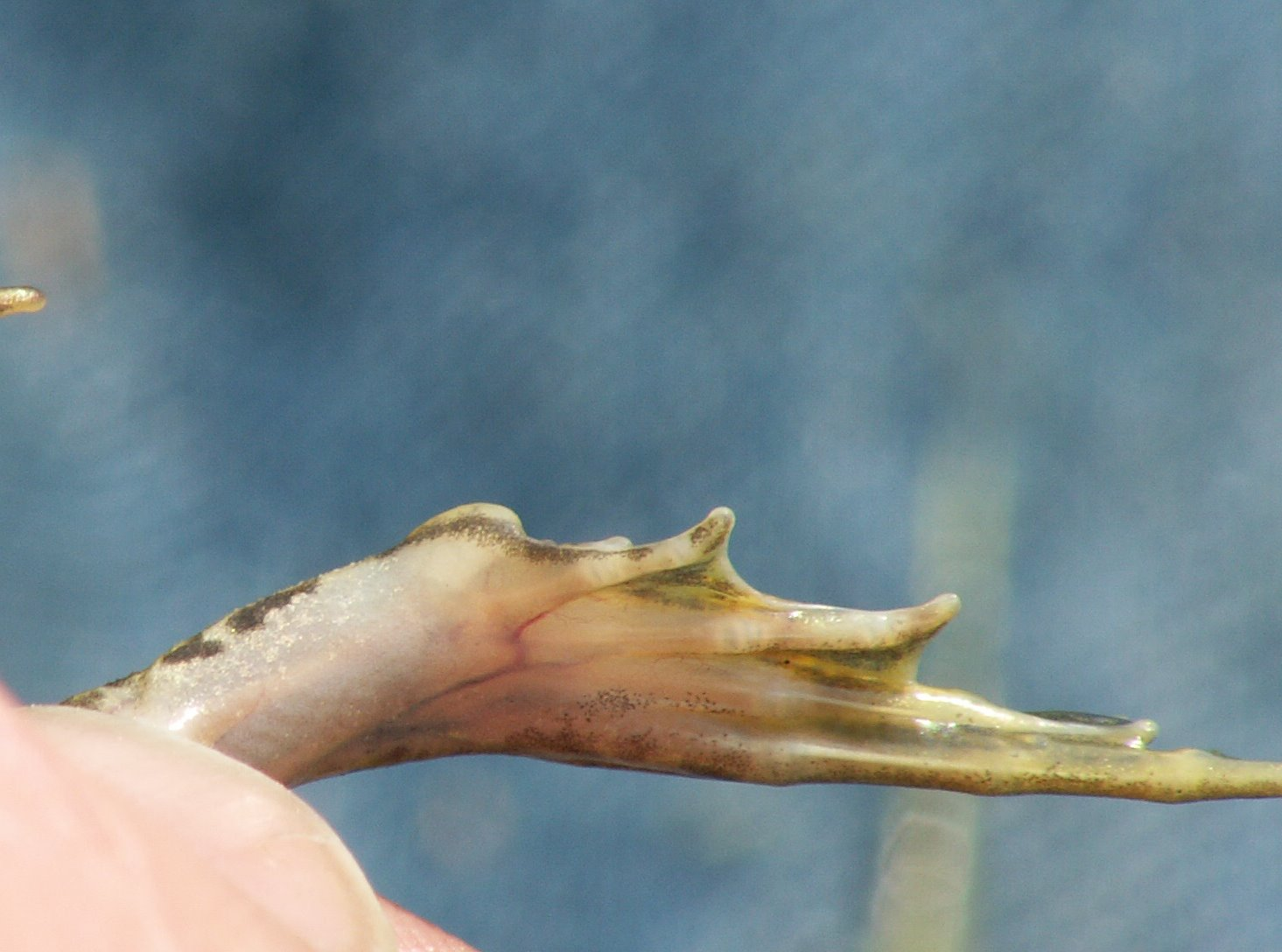
Innerer Fersenhöcker beim Teichfrosch

Als Fersenhöcker, auch Callus internus oder Metatarsaltuberkel, wird ein erhabener Auswuchs am proximalen Ende des Mittelfußknochens (Tarsus) bzw. am Ansatz der innersten Zehe auf der Fußsohle von Amphibien, insbesondere von Froschlurchen, bezeichnet. Die knorpelige Basis des verhornten Fersenhöckers wird dabei Prähallux genannt. Manche Autoren deuteten diesen Sporn als reduzierte sechste Zehe. Bei einigen Froschlurchen wie den Schaufelkröten (vergleiche: Europäische Schaufelfußkröten, Amerikanische Schaufelfußkröten) ist der Fersenhöcker zu einer scharfkantigen, verhärteten Grabeschaufel umgeformt. Herpetologen dient er als Bestimmungshilfe zur Unterscheidung mancher Arten, beispielsweise bei den Wasserfröschen.
Bei Säugetieren wird der die Ferse stützende Vorsprung des Fersenbeins – das Tuber calcanei – als Fersenhöcker bezeichnet.